# رالي المكسيك 2019
رالي المكسيك 2019 هو سباق رالي أقيم في الفترة من 7 إلى 10 مارس 2019 في ليون، ولاية غواناخواتو. تكون الرالي من 21 مرحلة. فاز سيباستيان أوجييه ببطولة السائقين.